# Michał Giedroyć (historyk)
Michał Jan Henryk Giedroyć (ur. 25 stycznia 1929 w Łobzowie koło Dereczyna, zm. 29 grudnia 2017 w Oksfordzie) – inżynier konstrukcji lotniczych, specjalista do spraw planowania przemysłowego, publicysta, polski historyk emigracyjny.

## Życiorys
Syn Tadeusza Giedroycia, ziemianina, działacza społecznego i Anny Dunin-Szostakowskiej (1894–1976), kuzyn Jerzego Giedroycia. Podczas II wojny światowej został zesłany wraz z matką i rodzeństwem do zachodniej Syberii (1940–1942). W 1942 ewakuował się wraz z rodziną z armią gen. Władysława Andersa do Iranu. Tam wstąpił do Junackiej Szkoły Kadetów, którą ukończył w 1946 roku. W 1947 wyjechał z Bliskiego Wschodu do Wielkiej Brytanii. W latach 1947–1951 studiował aeronautykę oraz matematykę stosowaną na Uniwersytecie Londyńskim. Absolwent inżynierii lotniczej z matematyką stosowaną (1951). Był specjalistą do spraw konstrukcji i eksploatacji samolotów. Pracował m.in. w Wielkiej Brytanii i na Dalekim Wschodzie, był też doradcą i konsultantem ds. planowania przemysłowego m.in. w Indiach. Od roku 1979 mieszkał w Oksfordzie, gdzie został członkiem Oriel College.
Historią zainteresował się pod wpływem Pawła Skwarczyńskiego. Swoje zainteresowania historyczne skupiał na historii średniowiecznego Wielkiego Księstwa Litewskiego oraz dziejach rodu Giedroyciów. Publikował na łamach czasopism angielskich, francuskich, amerykańskich, włoskich, kanadyjskich oraz polskich.
W 1989 został wyróżniony magisterium honoris causa uniwersytetu w Oxfordzie za działalność na polu doradczo-konsultacyjnym.

## Życie prywatne
Z żoną, Rosemary "Rosy" Cumpston (ur. 1937) miał czworo dzieci: syna Miko (Michał Graham Dowmont Giedroyc, ur. 1959, bankier) oraz córki: Kasię (Anna Catherine Giedroyc, ur. 1960, nauczycielka, żona brytyjskiego dyplomaty Philipa Parhama), Coky (Mary Rose Helen Giedroyc, Lady Bowyer-Smyth, ur. 1963, reżyserka) i Mel (Melanie Clare Sophie Giedroyc, ur. 1968, prezenterka telewizyjna i aktorka).

## Wybrane publikacje
- The rules of Thirteenth-Century Lithuania. A search for the origins of Grand Duke Traidenis and his kin, "Oxford Slavonic Papers" 17 (1984), s. 1-22.
- The Arrival of Christianity in Lithuania. Early Contacts (Thirteen Century), "Oxford Slavonic Papers" 18 (1985), s. 1-30.
- Chrystianizacja Litwy. (Pierwsze kontakty - XIII wiek), "Zeszyty Historyczne", 1987, z. 80, s. 3-32.
- The Ruthenian-Lithuanian Metropolitanates and the Progress of Christianisation (1300-1458) [w:] Le origini e le sviluppo della cristianit slavo-bizantina, a cura di S.W. Świerkosz-Lenart, Roma 1992, s. 315-342.
- The Rulers of Thirteenth Century Lithuania. The Theory of Anglo-Saxon Origins, "Lituanistica" 5 (1994), nr 2, s. 3-21.
- Wojna i konspiracja na Wschodzie 1917-1918. Działalność Tadeusza Giedroycia, "Przegląd Wschodni" 5 (1998), z. 3, s. 523-541.
- Przekazanie Litwie odlewów maski pośmiertnej Jerzego Giedroycia (23-25.5.2001), "Zeszyty Historyczne" 2001, z. 137, s. 169-172.
- Okrężna droga życiowa Anny z Szostakowskich Giedroyciowej 1894-1976, Lublin: TNKUL 2004.
- Ród Giedroyciów i tradycje Rzeczypospolitej Wielu Narodów [w:] Aktualność przesłania paryskiej "Kultury" w dzisiejszej Europie. Zbiór studiów, red. Łukasz Jasina, Jerzy Kłoczowski, Andrzej Gil, Lublin: Towarzystwo Instytutu Europy Środkowo-Wschodniej 2007, s. 33-42.
- Rekonstrukcja genealogii i miejsce w historii(na przykładzie klanu Giedroyciów) [w:] Ta pamięć w nas tkwi... Rody Rzeczypospolitej Wielu Narodów w kręgu tradycji i współczesności, red. Iwona Goral, Andrzej Gil, Jerzy Kłoczowski, Lublin: Towarzystwo Instytutu Europy Środkowo-Wschodniej 2008, s. 49-66.
- Giedroyciowie na eksport na Wschód i Zachód (W i Z) [w:] Ta pamięć w nas tkwi... Rody Rzeczypospolitej Wielu Narodów w kręgu tradycji i współczesności, red. Iwona Goral, Andrzej Gil, Jerzy Kłoczowski, Lublin: Towarzystwo Instytutu Europy Środkowo-Wschodniej 2008, s. 67-74.
- Na krawędzi krateru. Wspomnienia, przeł. Michał Ronikier, wstęp Norman Davies, Kraków: Wydawnictwo Literackie 2010.
- (wydanie angielskie) Crater's edge, with a preface by Norman Davies, London: Bene Fatum Publishing 2010.
- (wydanie litewskie) Ant kraterio krašto : vienos šeimos keliones epas per karo meto Rusiją, su Normano Deiviso pratarme, Sigitas Narbutas pratarme, i liet. kalba išvertė Ana Venclovienė, Vilnius: Lietuvos Mokslų Akademijos Vrublevskių Biblioteka 2013.